# Église Saint-Pierre-et-Saint-Paul d'Ošanjići
Pour les articles homonymes, voir Église Saint-Pierre-et-Saint-Paul.
L'église Saint-Pierre-et-Saint-Paul se trouve en Bosnie-Herzégovine, sur le territoire du village d'Ošanjići et dans la municipalité de Stolac. Elle a été construite avant 1505 et est inscrite sur la liste des monuments nationaux de Bosnie-Herzégovine ; elle fait également partie de l'ensemble naturel et architectural de Stolac, proposé par le pays pour une inscription au patrimoine mondial de l'UNESCO.